# Usina Hidrelétrica de Tombos
A Usina Hidrelétrica de Tombos é uma usina hidrelétrica localizada junto à cachoeira formada pelo Rio Carangola, no terreno comprado de Anna Maria Pires, no município de Tombos. A cachoeira mede aproximadamente 62 metros de altura.

## História
O alemão Adolfo Leewdell foi o engenheiro encarregado de construir a usina e, segundo relatos, morreram duas ou três pessoas durante a construção. O maquinário (turbina, geradores etc.) veio da Alemanha. Foi construída entre 1910 e 1914 com o objetivo de fornecer energia elétrica para o Noroeste Fluminense, Tombos e Carangola e, no início, era particular pertencendo ao empresário Vivaldi Leite Ribeiro. Alguns anos depois a usina foi vendida para a Comissão Central de Macabu. Em 1948 foi vendida para EFE (Empresa Fluminense de Energia Elétrica). Depois passou para várias empresas como CELF (Companhia de Energia Elétrica Fluminense). CBEE (Companhia Brasileira de Energia), CERJ (Companhia de Eletricidade do Estado do Rio de Janeiro). Quando a CEMIG encampou o fornecimento de energia elétrica de Tombos e Carangola, a usina só forneceu energia para o estado do Rio de Janeiro.
Esta gestão completou, recentemente, cerca de uma década e meia, de vez que a criação da CERJ, com a incorporação de um parque gerador de nove usinas hidrelétricas.

## Estrutura
Uma tomada d'água, localizada na ombreira direta dessa barragem, capta as águas e as conduz por um canal com cerca de 180 m até uma câmara de carga, onde uma tubulação de 185 m completa o trabalho de adução dessas águas até as turbinas da Casa de Máquinas, que dispõe de 550 m² de área construída. Dois turbogeradores, com turbinas Francis de eixo horizontal e potência nominal de 1,44 MW por unidade, são abrigados na usina.
Em 1970, com a transferência da ciclagem de 50 para 60 Hz, o governo desativou as usinas de pequeno porte, inclusive a de Tombos. Com o passar do tempo, a energia ficou escassa no país e, com isso, o Governo resolveu reativar todas essas usinas de pequeno porte, transformando-as para 60 Hz. Em 1980, a usina de Tombos foi reativada, perdendo 30% de seu potencial ficando, atualmente, com 1260 kVA cada um de seus geradores.
No governo Governo FHC, a usina foi privatizada, pertencendo ao grupo espanhol ENDESA, com o nome de CERJ S/A, atual AMPLA.
A usina hidrelétrica de Tombos é interligada com Furnas e outras usinas da CERJ (Franco Amaral, Macabu, Chave do Vaz, Eucliderândia, Alberto Torres, Piabanha) todas do estado do Rio.
Existe um projeto de ampliação da usina, com a instalação de mais 2 geradores de 6000 MW e a construção de uma subestação de 69 kV.